# ميخائيل بينيت (موسيقي)
ميخائيل بينيت (بالإنجليزية: Michael Bennett)‏ هو مدير موسيقي وموسيقي ومخرج أمريكي، ولد في 8 أبريل 1943 في بوفالو في الولايات المتحدة، وتوفي في 2 يوليو 1987 في توسان في الولايات المتحدة بسبب لمفوما.

## وصلات خارجية
- مايكل بينيت على موقع IMDb (الإنجليزية)
- مايكل بينيت على موقع الموسوعة البريطانية (الإنجليزية)
- مايكل بينيت على موقع مونزينجر (الألمانية)
- مايكل بينيت على موقع ميوزك برينز (الإنجليزية)
- مايكل بينيت على موقع قاعدة بيانات برودواي على الإنترنت (الإنجليزية)
- مايكل بينيت على موقع قاعدة بيانات برودواي على الإنترنت (الإنجليزية)
- مايكل بينيت على موقع إن إن دي بي (الإنجليزية)
- مايكل بينيت على موقع قاعدة بيانات الفيلم (الإنجليزية)